# District judiciaire espagnol
Un district judiciaire espagnol (espagnol : partido judicial, mérindade en Navarre et Vieille-Castille) est un district ou territoire comprenant plusieurs communes d'une même province, dans lequel un juge de première instance exerce une juridiction pour l'administration de la justice.
C'est un concept différent de celui de la comarque, qui a un caractère géographique au lieu de judiciaire.

## Histoire
La division de l'Espagne en districts judiciaires, est réalisée en 1834, en tenant compte des limites provinciales. Plus tard, ces divisions servent de base pour les districts électoraux et fiscaux. En 1868 existent 463 districts judiciaires et quelque 8 000 communes.

## Blasonnement
Les écus provinciaux (utilisés par les Diputaciones provinciales) sont habituellement composés par les écus des communes chefs-lieux de district judiciaire. Ils contiennent généralement en leur centre l'écu de la capitale provinciale.

## Variantes régionales

### En Navarre
En Navarre, le district judiciaire correspond à une mérindade, antique division territoriale. La Navarre était ainsi divisée en six mérindades : Pampelune, Sangüesa, Olite, Tafalla, Tudela et Saint-Jean-Pied-de-Port (cette dernière ayant été détachée lors de l'annexion de la Navarre par la Castille en 1512). Elles existent toujours en tant que divisions territoriales historiques, remplacées en matière juridique par les districts judiciaires.

### En Andalousie
La loi 38/1988, du 28 décembre 1988, organise le découpage des huit provinces andalouses en 77 districts judiciaires.

### En Asturies
Du point de vue de l'organisation judiciaire, la principauté des Asturies est divisée en 18 districts judiciaires. Les juges de première instance et d'instruction ont leur siège au chef-lieu de la commune (concejo) qui donne son nom à chacun d'eux.